# Frank Harris Hitchcock
Frank Harris Hitchcock (Amherst, 5 ottobre 1867 – Tucson, 25 agosto 1935) è stato un politico statunitense.

## Biografia
Fu il quarantaquattresimo direttore generale delle poste degli Stati Uniti sotto il presidente degli Stati Uniti d'America William Howard Taft (ventisettesimo presidente). Nato nello Stato dell'Ohio, studio ad Harvard terminando nel 1891.
Si trasferì a Washington. Il suo primo incarico politico di rilievo fu quello di vicesegretario del Comitato Nazionale Repubblicano. Durante il suo mandato come direttore generale delle poste effettuò notevoli interventi nella distribuzione delle poste.
Alla sua morte il corpo venne seppellito al Mount Auburn Cemetery, Cambridge.